# 巨勢麻呂

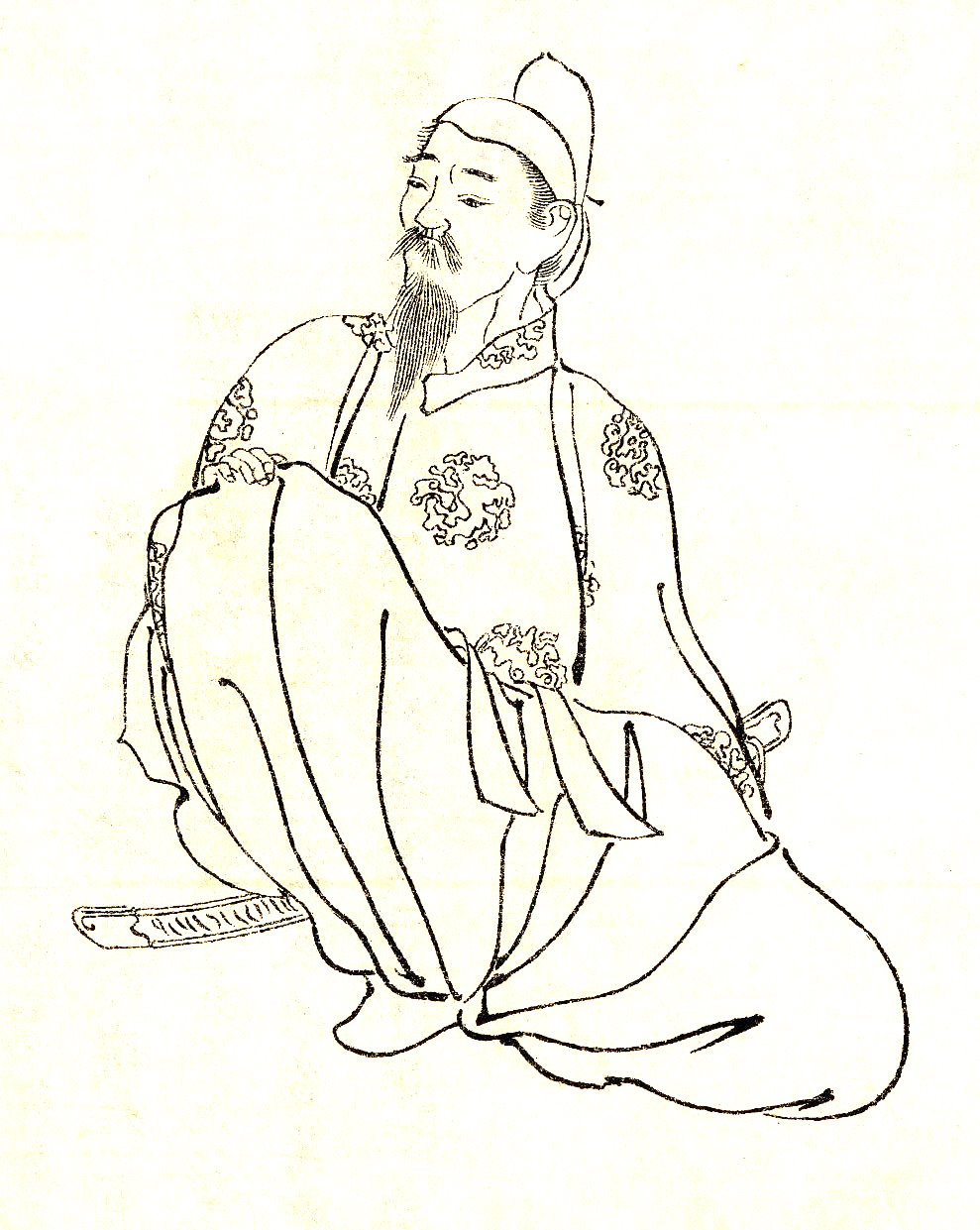
巨勢麻呂／据『前賢故实』

巨勢 麻呂（日语：／ Kose no Maro、生年不詳 - 灵龟3年1月18日（农历）（717年2月7日））是奈良時代的貴族。姓朝臣。是小徳・巨勢大海的孫子，及京職巨勢志丹之子。官位至从三位・中納言。

## 经歴
文武天皇庆雲2年（705年）时任民部卿位階从四位下。
进入元明天皇时代后、和銅元年（708年）被任命为左大辨、同年为正四位下、翌和銅2年（709年）被任为征东将军，担当蝦夷征討。和銅3年（710年）升至正四位上。和銅6年（713年）升从三位，位列公卿、灵龟元年（715年）任中納言。
灵龟3年1月18日（农历）（717年2月7日）去世。